# Ramón González Valencia
José Rafael Ramón Eufrasio de Jesús González Valencia (Chitagá, 24 de mayo de 1851-Pamplona, 3 de octubre de 1928), fue un militar, político y estadista colombiano. Fue presidente de Colombia entre el 4 de agosto de 1909 y el 7 de agosto de 1910.
Conocido como "El Bayardo Colombiano" o simplemente como "El Bayardo". (Significado de bayardo: Hasta hoy (2025) esta palabra no está en diccionario de la RAE. Ésta palabra podría estar referenciando a "una persona dotada de virtudes tales" que lo harían comparable al Caballero francés Pierre Terrail (años 1520 aprox.), Señor de BAYARD, ( es un "bayardo"), muy conocido entonces como "el buen caballero sin miedo y sin reproche" (tiempo de "Caballeros" y "Lanceros") por ser el más valiente y virtuoso de sus pares.- Luchó contra Carlos V y perdió la vida en batalla de caballerías e infanterías.- En Grenoble y en Bretaña -Francia- se le ha construido monumento recordatorio.- No confundir "bayardo" con "boyardo".[1] )
Miembro del Partido Conservador Colombiano. Participó en varias guerras del país, incluyendo la Guerra de los Mil Días, donde participó como oficial al servicio del gobierno conservador. También se desempeñó como ministro de guerra en 1901 en el gobierno de José Manuel Marroquín y luego como vicepresidente del gobierno de Rafael Reyes, de 1904 a 1905.
Fue elegido presidente de Colombia por la Asamblea Nacional Constituyente de 1910, del 3 de agosto de 1909 al 7 de agosto de 1910, como reemplazo de Reyes quien renunció en 1909, y luego de un enfrentamiento con Jorge Holguín, quien también tenía intereses presidenciales.
En su gobierno Ramón González realizó una reforma a la Constitución de 1886, en la cual se abolió la pena de muerte, estableció el voto directo para la elección del presidente por 4 años, y creó los departamentos de Valle del Cauca, Atlántico y Norte de Santander. Su gobierno dio apertura a la alternación de los partidos en el poder. Sin embargo conforme avanzó su gobierno, se radicalizó contra el liberalismo y la creciente oposición a su gobierno.

## Biografía
Ramón González Valencia nació en Chitagá, Santander, en la República de Nueva Granada, el 24 de mayo de 1851, en el seno de una familia modesta de la región.
Realizó sus estudios primarios en su natal Chitagá, y luego terminó su bachillerato en colegios de Pamplona. Finalmente viajó a Bogotá y estudió en el Colegio Nuestra Señora del Rosario, donde obtuvo un título universitario. Finalizados sus estudios se encargó de lleno de los negocios agrícolas de su familia.

### Actividad militar
Fue teniente ayudante de campo del general conservador Leonardo Canal durante la guerra civil de 1876, donde estuvo en contra de las fuerzas liberales del presidente Tomás Cipriano de Mosquera, durante la Batalla de Alto Grande, de la que se cuenta, que durante su desarrollo le salvó la vida al general Canal.Luego, en el grado de coronel, luchó bajo las órdenes del general conservador Rafael Reyes Prieto en la Batalla de Enciso, en 1895. Ese año comenzó su carrera político siendo elegido representante a la cámara.

#### Guerra de los Mil Días

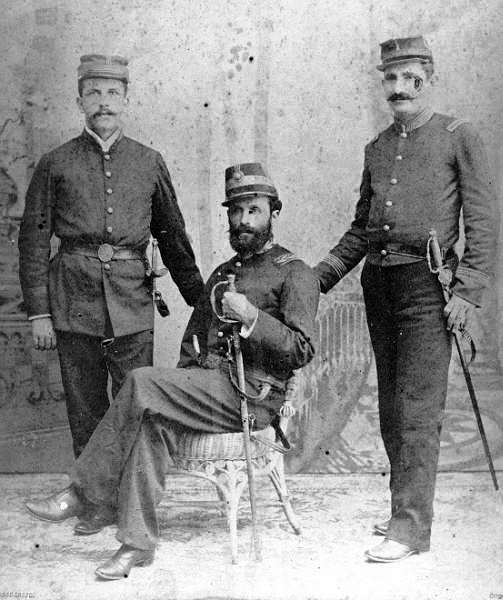
El general González Valencia (centro), en 1900.

En 1898 se hizo con el mando de las tropas conservadoras en Cúcuta. Al año siguiente, en 1899 se desató un nuevo conflicto civil entre el gobierno de Manuel Antonio Sanclemente y los liberales. González fue ascendido a general de división y se puso al frente de las tropas conservadoras en la Batalla de Peralonso, donde sus tropas fueron aplastadas por los rebeldes, tras sufrir el abandono del general Vicente Villamizar.
Pese a su revés, peleó en la Batalla de Palonegro, donde triunfó como comandante de la tercera división del ejército, bajo el mando del general Próspero Pinzón, y luego cayó sobre Cúcuta y la tomó. También repelió el ataque de los rebeldes liberales en San Miguel, evitando que los liberales entraran y Bogotá.
González fue nombrado jefe civil y militar de Santander en 1900, y luego ministro de guerra durante el gobierno de José Manuel Marroquín (quien le arrebató el poder a Sanclemente en 1900), estando encargado de las actividades estatales en contra de los rebeldes liberales durante la guerra civil. El 16 de enero de 1901, Marroquín le dio a González Valencia el grado de general.
González estuvo en el bando de los nacionalistas que estaban presionando con un alzamiento si Sanclemente no retomaba el poder. González permaneció en el cargo del 28 de marzo al 11 de julio de 1901 y fue reemplazado por otro conservador, el experimentado militar Pedro Nel Ospina.
De regreso a los cuarteles y como comandante de las fuerzas de Panamá, Cundinamarca, Boyacá y el Atlántico, González obtuvo varias victorias determinantes en la guerra. El 21 de noviembre de 1902, el ahora general González firmó con Ricardo Jaramillo y Ricardo Tirado Macías el Tratado de Chinácota, en Santander, con el que sentó las bases para la finalización de la guerra civil.

### Vicepresidencia (1904-1905)
González se presentó como fórmula vicepresidencial de su anterior superior en la guerra, Rafael Reyes, quien representaba al conservatismo "puro", luego del desastre de la coalición que llevó al poder a José Manuel Marroquín. Reyes ganó la presidencia sin rival liberal, pero envuelto en una polémica elección él y su rival se declararon ganadores. Finalmente el Consejo de Estado le dio la victoria a Reyes y González se posesionó como su vicepresidente el 7 de agosto de 1904.
Sin embargo, González renunció a la vicepresidencia el 10 de marzo de 1905, cuando miembros del gobierno conservador comenzaron a boicotear al gobierno de Reyes por sus medidas impopulares y porque le dio cabida en su gobierno a destacados liberales como Rafael Uribe Uribe. El historiador Eduardo Lemaitre afirma, sin embargo, que la renuncia de González se dio por la presión que Reyes puso sobre González, quien estaba temeroso de que González repitiera la historia de Sanclemente y Marroquín.
Reyes respondió eliminando el cargo vacante de González y cerrando el Congreso, en su lugar instauró una Asamblea Nacional Constituyente y se dedicó a perseguir a los desertores de su gobierno. Para llenar la vacante de la vicepresidencia, Reyes instituyó la figura del designado presidencial, que se había dejado de usar años atrás. Esa figura generaría 5 años después crisis en la sucesión de Reyes.

### Renuncia de Reyes y conflicto Holguín-González Valencia
Fuera del gobierno, González concretó acuerdos políticos con la oposición de Reyes, entre ellos el liberal Nicolás Esguerra, y se comprometió a apoyar un nuevo partido llamado Unión Republicana, que aglutinaba a liberales y conservadores bajo una sola bandera de armonía bipartidista.
Siendo congresista, González denunció el reconocimiento de la separación de Panamá que hizo el presidente, y desencadenó la crisis que obligó al presidente a renunciar, en los eventos conocidos como el Trecemarismo, porque sucedieron el 13 de marzo de 1909. Los dirigentes del republicanismo, de hecho, consideraban que el partido nació ese día, y desde aquel momento dirigieron sus esfuerzos para publicitar una eventual candidatura de González.
En junio de 1909, el presidente Rafael Reyes renunció a la presidencia, a raíz de los sucesos del Trecemarismo. Para suceder a Reyes, el poder le fue encargado al dirigente conservador Jorge Holguín Mallarino, quien era su ministro de gobierno, y quien fue nombrado designado presidencial en 1909. González se negó a reconocer la legitimidad de Holguín (que fue legitimado el 27 de julio de 1909), y apeló a sus derechos constitucionales para suceder a Reyes. Sin embargo, su renuncia en 1905 le daba poca legitimidad para exigir su nombramiento como presidente. Para su fortuna la asamblea constituyente le era favorable y sus partidarios se hicieron sentir en esos días. El propio Holguín dijoː

"(Él) dejó de ser vicepresidente desde 1905 por voluntad propia."
Joge Holguín Mallarino, 1909.

Sin embargo, Holguín, intentando calmar la aguas le ofreció un ministerio, pero éste lo rechazó.
En la Región Caribe, conservadores leales a González Valencia acordaron secretamente la sublevación militar en contra de Holguín. El 4 de julio de 1909, hombres al mando de Daniel Ortiz se tomaron algunas unidades en Barranquilla y se apoderaron del barco a vapor del gobierno llamado Hércules, y con otro llamado La Alicia, el general Ortiz amenazó al presidente con una guerra civil si no renunciaba, pero el presidente respondió declarando el estado de sitio y el motín fue controlado en una semana, gracias a la unión de liberales, conservadores y republicanos.
Pese a que González Valencia no apoyó el motín, y de que se sabe que se enteró del conflicto después de que terminó, nunca dejó de afirmar que Holguín era un usurpador y que a él le correspondía tomar el poder. Luego de sofocado el motín, la Unión Republicana quedó debilitada, pues algunos de ellos se adhirieron a González, mientras que los liberales regresaron a sus filas rojas.
Fue nombrado presidente honorífico de la Academia Colombiana de Historia, en junio de 1909.

### Candidatura presidencial
La asamblea decidió convocar a elecciones en agosto de 1909, presentándose como candidatos González, Marco Fidel Suárez y Guillermo Quintero Calderón. El Congreso eligió a González para terminar el mandato de Reyes con 47 votos (en su mayoría de los republicanos). A pesar de éste resultado, los partidarios de Holguín se negaron a reconocer a González como legítimo y pidieron a Holguín que se negara a dejar el cargo. Éste rechazó el apoyo de sus partidarios y para evitar un nuevo conflicto reconoció la victoria de González. 

## Presidencia (1909-1910)
Se posesionó a las 2 de la tarde del 4 de agosto de 1909, con 58 años. Su gobierno arrancó con el respaldo de los republicanos, la neutralidad de los conservadores (que no querían un nuevo conflicto con los que apoyaban a Holguín), y la oposición de los liberales. La prensa calificó su elección con mucho optimismo.
Su principal obra de gobierno fue convocar una asamblea que por medio del acto legislativo número 3 de 1910, la cual estudio y aprobó reformas a la Constitución de 1886. Creó la Oficina de Longitudes del Ministerio de Relaciones Exteriores. Reformó el Ejército Nacional, creando la Escuela Superior de Guerra inaugurada el 8 de mayo de 1910,creada en el gobierno de Rafael Reyes. Además suprimió el 28 de diciembre de 1909 Escuela Naval, que fue creada por Rafael Reyes.
También creó la Junta de Conversión, órgano del cual luego nació el Banco de la República de Colombia. Subió los aranceles a la importación de trigo y harina.

### El Centenario de la Independencia
El gobierno de González coincidió con el Centenario de la Independencia de Colombia. Previamente, mediante el Decreto Ley 39 del 22 de octubre de 1907, el presidente Reyes nombró una comisión para las respectivas conmemoraciones. Sin embargo, su renuncia y el vació de poder que generó el conflicto entre Holguín y González Valencia, obligaron a modificar la comisión.
Por medio del Decreto 61 de 1909, el presidente González nombró como miembros de la nueva comisión a los ministros de Relaciones Exteriores, Obras Públicas, el gobernador del Distrito Capital, Tomás Samper, Manuel Vicente Umaña, el poeta Lorenzo Marroquín (hijo del expresidente Marroquín y compañero suyo de la Academia Colombiana de Historia) y Eduardo Posada. En noviembre de 1909 se volvió a modificar la comisión, sustituyéndose a Samper por Silvestre Samper Uribe y a Marroquín por Emiliano Isaza.
Los cambios políticos y el clima de tensiones llevó a varios retrasos y múltiples tropiezos en los preparativos de las celebraciones, tanto así que para el 4 de junio de 1910, se publicó el cronograma de eventos, con posibilidad de modificaciones. También se vieron afectados los preparativos por la falta de dinero, ya que González optó por una política de austeridad, en contravía de la enorme inversión que estaba haciendo Reyes en su momento.
El presidente convocó el 25 de junio de 1910, la inauguración de las Sesiones Científicas del Centenario, y al final las celebraciones se viviron con enorme pompa y gran afluencia. Uno de los recuerdos mejor preservados de la celebración fue un libro con 62 fotografías que mostraban a los presidentes del país desde José Miguel Pey, hasta González Valencia, cuyo ejemplar se conserva en la actualidad en el Museo Nacional de Colombia, en Bogotá.

### Reforma constitucional de 1910
Convocó el 25 de febrero de 1910 una Asamblea constituyente para reformar la Constitución de 1886. Los dignatarios que participaron en dicha asamblea fueron escogidos por los consejos municipales, y en total la asamblea quedó conformada por 45 miembros (29 conservadores y 17 liberales),dentro de los que se destacaban el republicano Carlos Eugenio Restrepo, el conservador Pedro Nel Ospina, y los liberales Enrique Olaya Herrera y Rafael Uribe Uribe, entre otros.
Los principales aportes de la reforma fueron la abolición de la pena de muerte, la prohibición de toda nueva emisión de papel moneda, la fijación de reuniones anuales del Congreso, la elección anual de dos designados presidenciales por el Congreso; y la elección popular del Presidente de la República para un período de cuatro años, consagrándose por primera vez el voto directo, pero se restringió a varones mayores de 21 años, ilustrados y que tuvieran capital de 300 pesos anuales o rentas de 1000 al año.
También se estableció la prohibición al presidente o a quien hiciere sus veces, de salir del territorio nacional durante el ejercicio del gobierno y un año después, sin permiso del Senado; la alternabilidad presidencial impidiendo la reelección para el período inmediato; y se estableció mayor precisión de las facultades del presidente en caso de guerra exterior o de conmoción interior; el restablecimiento de las Asambleas Departamentales y la creación de los departamentos del Valle del Cauca y Norte de Santander.

### Controversias

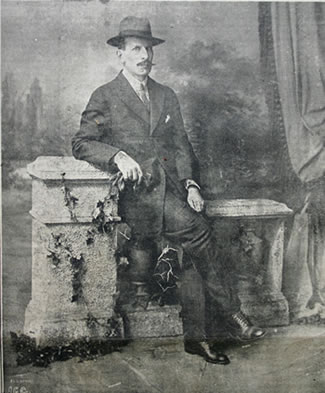
Uribe Uribe en 1914.

La prensa le hizo fuerte oposiciónː Por ejemplo se fundó un periódico bisemanal llamado "Don Quijote", el cual era abiertamente contrario a su gobierno. El medio consideraba que González Valencia iba en camino a la dictadura, y lo acusaba de ser complaciente con los conservadores y radical contra los liberales (cuyo apoyo le sirvió en un principio para ganar el pulso presidencial), y de censurar a los medios liberales.
Otro medio que lo acusaba de conveniente era El Centenario de Manizales, que incluso llegó a afirmar que su reelección era inconstitucional, y que nombraba a los gobernadores a su antojo para obtener favores de éstos. 
González quiso convertir en leyes las medidas represivas en contra de los liberales en leyes, pero el Congreso no se lo permitió. De hecho, si bien al principio gozó del respaldo de los republicanos, pronto se mostró más afecto a los conservadores, lo que generó descontento entre ellos, quienes se adhirieron a los liberales para lograr el fin de su gobierno. 
Se hizo impopular con los empresarios y harineros de la Región Caribe colombiana por el aumento a los aranceles del trigo, y también se ganó la enemistad de los políticos de esta región, porque desplazó a varios de ellos de cargos, en su mayoría liberales, que tradicionalmente ocupaban, para dárselos a nacidos en el centro del país, de afiliación conservadora. Como consecuencia, su sucesor (Carlos E. Restrepo) enfrentó una ruptura con la élite costeña.

#### Su reelección trunca
Se cuenta que González Valencia despertó tal fervor entre los ciudadanos (pues era un hombre ultracatólico y de valores patrióticos) por sus medidas que, cuando estaba por terminar su mandato se despertó un movimiento que buscaba su reelección inmediata, pero él se negó a permitirlo y finalizó su mandato pacíficamente, el 7 de agosto de 1910.
Otras versiones indican que no logró aglutinar el apoyo que necesitaba para su reelección, por lo que esa posibilidad se esfumó, puesto que al final de su gobierno, ni siquiera los conservadores se esforzaron por darle impulso a su candidatura, adhiriéndose al postulado de Rafael Uribe Uribe, líder de la oposición que afirmabaː

“Los presidentes colombianos no se reeligen”
Rafael Uribe Uribe, 1910.

Las elecciones presidenciales de 1910 dieron como ganador al republicano Carlos Eugenio Restrepo, hombre rico de una familia de reconocida. Sin embargo, se cuenta que el traspaso del mando no fue tranquilo, ya que Restrepo afirmó que su antecesor pretendía imponerle un listado con ministros a los que debía designar, so pena de no permitir que se posesionara, usando la fuerza militar. Días después, González envió emisarios a la habitación del hotel donde se estaba hospedando Restrepo para disculparse.

## Pospresidencia
González fue nombrado embajador en Venezuela por el presidente Restrepo González Valencia regresó a Colombia poco después, en 1911 y se instaló en Norte de Santander, más exactamente en Iscalá, dedicándose a su familia por completo y realizando labores agrícolas.

### Apoyo al gremio cafetero
Según el libro "Colombia cafetera nació en Cúcuta", en 1918, en su finca de Iscalá, González Valencia se reunió con sus primos y su hermano, el influyente abogado José María González, para idear un ente nacional que aglutianara a todas las sociedades cafeteras del país, incluyendo la Sociedad Colombiana de Agricultores (SAC), creada años antes por él mismo cuando era presidente. Su idea, sin embargo, se desconoce si llegó a calar entre los cafeteros de Antioquia, entre los que se encontraba la poderosa familia Ospina.
En esta dirección se celebró entre el 11 y el 25 de agosto de 1920 en Bogotá, el primer congreso nacional de cafeteros, al que asistió González y Olinto Blanco como delegados del gobernador Fructuoso Calderón. González fue elegido como presidente de ese congreso, según memorias de la revista nacional de cafeteros, en su primera edición de 1928. Se considera este congreso como el germen de los que después se conoció como la Federación Nacional de Cafeteros, fundada en 1930.

### Últimos años
Ramón González Valencia falleció en su finca de Pamplona, Norte de Santander, el 3 de octubre de 1928, a los 77 años. El Congreso colombiano aprobó una serie de mociones con el objetivo de exaltar su figura y se decretaron 3 días de luto nacional. Sus restos reposan en el Cementerio del Humilladero, en Pamplona.

## Vida privada

### Familia
Sus padres fueron Rafael González Rodríguez y Susana Valencia Bautista. Ramón también era hermano de José María, Cecilia, María Antonia, Víctor, Luis Eusebio, Gertrudis y Mariana González Valencia. Su hermano mayor José María ocupó múltiples cargos públicos durante los gobiernos contemporáneos al de Ramón.
Ramón González Valencia contrajo matrimonio en 1888 con Rita Arcadia Antonia Ferrero Atalaya, con quien tuvo a sus 7 hijos: Alicia, Carmen, Susana, Rafael, Margot, Carlos y Matilde González Ferrero.

### Temple
Se sabe que González era un hombre extremadamente religioso y que practicaba abiertamente el catolicismo. De acuerdo con Lemaitre, González, ante la eventualidad de perder una batalla en la guerra civil, se puso a orar de forma muy fervorosa, pidiéndole al Dios católico que le ayudara a ganar la batalla a cambio de sus votos perpetuos de castidad, pese a que ya estaba casado en ese momento. La victoria fue un hecho y González se mantuvo célibe hasta 1905.

Lemaitre afirma que el rompimiento de sus votos de castidad se dieron cuando Rafael Reyes, de quien González era vicepresidente en ese momento, se contactó con el nuncio apostólico, Francesco Ragonessi, para que los revocara a cambio de la renuncia de González de la vicepresidencia (ya que Reyes estaba temeroso de la firmeza en las convicciones de González y de su posible enemistad con él). Luego de 3 días de negociaciones, González accedió a renunciar a la vicepresidencia y retomó su vida conyugal con su esposa tras casi 10 años de celibato.

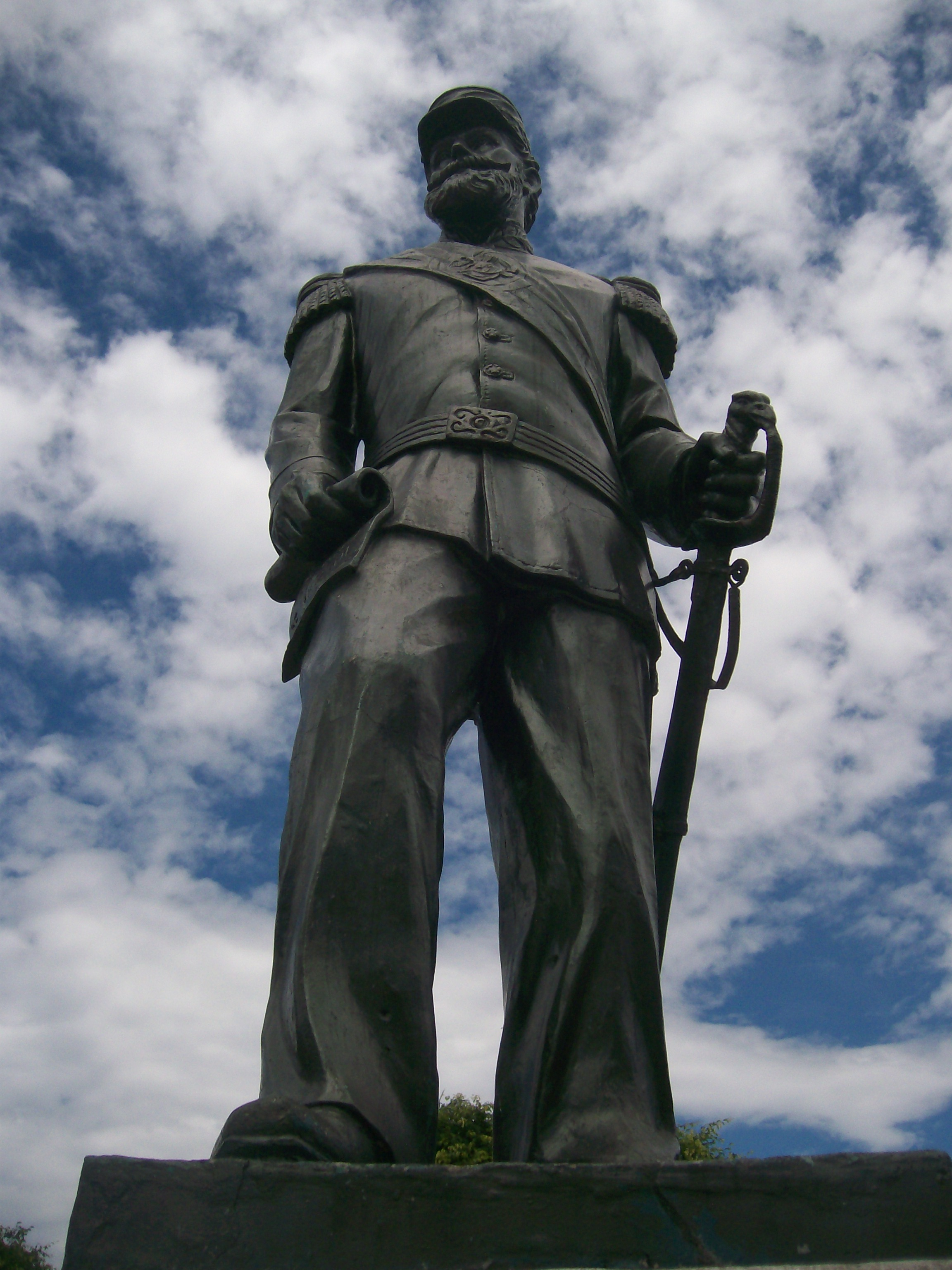
Monumento a González, Chinácota.

## Homenajes
- Por medio de la Ley 33 de 1929, se decretaron honores para González Valencia.[38]
- El Hospital Ramón González Valencia de Bucaramanga fue inaugurado por el gobierno de Misael Pastrana, en julio de 1973.[39][40] La institución fue liquidada el 4 de febrero de 2005, para dar paso al actual Hospital Universitario de Santander.[41][42]
- El municipio de Ragonvalia, en Norte de Santander (antes llamado Concordia) se rebautizó así en su honor (Ramón Gonzáles Valencia), el 14 de abril de 1930,[43] y décadas después se construyó un estadio deportivo con su nombre.
- En Bogotá hay un colegio nombrado en su honor.[44]
- En Chinacota y en Pamplona (Norte de Santander), se erigieron varios monumentos en su honor, y en Santander existe también un parque nombrado en su honor.
- Una de las suites del Hostal 1549, en Cúcuta, lleva el nombre de González Valencia, al igual que el Puente Ramón González Valencia.[45]
- En la Universidad de Pamplona, por su parte, la sede de la carrera de Lenguas Modernas lleva como nombre Edificio Ramón González Valencia.